# Deportivo Marquense
Der Club Deportivo Marquense, meist einfach auch nur Marquense genannt, ist ein guatemaltekischer Fußballklub mit Sitz in der Stadt San Marcos im gleichnamigen Departamento.

## Geschichte
Begründet wurde der Klub im Jahr 1958 und zur Saison 1961/62 schaffte die Mannschaft erstmals den Aufstieg in die Erste Liga. Dort hielt sich das Team bis zur Saison 1966, nach der man mit nur vier Punkten als letzter wieder absteigen musste. Von dort ging es weiter runter bis in die dritte Liga, wovon man aber in den 1990er Jahren wieder in die Zweite Liga aufsteigen konnte. Erst zur Saison 2000/01 gelang dann wieder der Aufstieg in die Erstklassigkeit. Von nun an hielt sich der Klub im Mittelfeld der Spielklasse auf. Durch eine gute Platzierung in der Apertura 2005 qualifiziert sich der Klub dann erstmals für die Ausgabe 2006 der Copa Interclubes UNCAF, dort erreicht man sogar das Halbfinale, scheitert am Ende jedoch am costa-ricanischen Klub Puntarenas FC. Im Spiel um Platz drei gelingt anschließend aber noch einmal ein Sieg über CD Victoria aus Honduras. Was schlussendlich für die Teilnahme am CONCACAF Champions’ Cup 2007 berechtigte. Hier war aber schon im Viertelfinale mit einer 0:3-Niederlage, nach Hin- und Rückspiel gegen den mexikanischen CF Pachuca gleich Ende.
Trotzdem man in den folgenden Jahren dann immer wieder an den Playoffs um die Meisterschaft teilnahm, konnte man am Ende diese nie gewinnen. Danach gelang aber auch mehrfach keine Qualifikation für diese, was dann am Ende der Spielzeit 2017/18 sogar im Abstieg der Mannschaft mündete. Dort spielt die Mannschaft auch noch bis heute.